# El Sauz, General Francisco R. Murguía
El Sauz är en ort i Mexiko.   Den ligger i kommunen General Francisco R. Murguía och delstaten Zacatecas, i den centrala delen av landet, 700 km nordväst om huvudstaden Mexico City. El Sauz ligger 2 003 meter över havet och antalet invånare är 188.
Terrängen runt El Sauz är kuperad österut, men västerut är den platt. Runt El Sauz är det mycket glesbefolkat, med 3 invånare per kvadratkilometer. Närmaste större samhälle är Independencia San Martín, 17,6 km söder om El Sauz. Omgivningarna runt El Sauz är i huvudsak ett öppet busklandskap.